# Rodzanice
Rodzanice, narecznice, sudiczki – w religii Słowian niewidzialne duchy lub bóstwa losu. W źródłach przytaczane najczęściej razem z Rodem. Na ogół wymieniane w liczbie trzech, czasami jednak wymieniane w liczbie czterech, pięciu, siedmiu lub nawet dziewięciu, z czego jedna była „królową”, lub w liczbie pojedynczej. Związane z Dolą, lecz nie wiadomo na jakich zasadach. W polskim folklorze najczęściej występują jako zorze.

## Imiona i znaczenia
W różnych regionach słowiańszczyzny i językach nazywano je w różny sposób:
- Chorwacki: rodjenice, rojenice, roženice, sudice, sudjenice, sujenice
- Słoweński: rodjenice, rojenice, sudice, sojenice, sujenice
- Bułgarski: sudženici, narŭčnici, orisnici, urisnici, uresici
- Czeski i słowacki: rodjenice, sudjenice, sudičky
- Polski: rodzanice, narecznice, sudiczki
- Serbski: suđaje, suđenice, rođenice, narečnici
- Staroruski, rosyjski: rožanice, udĕlnicy

Określenie rodzanica, rodjenica czy rojenica pochodzi od rodzić i dosłownie oznacza „rodząca”.
Określenie sudiczka, sudica, czy sojenica pochodzi od sud (sąd) i dosłownie oznacza „sądząca”.
Określenie narecznica, nerechnitsa, narucnica oznacza „określająca”.
Określenie udelnica oznacza „udzielająca”.
Bułgarskie terminy orisnici, urisnici, uresici pochodzą od greckiego słowa όρίζοντες (orizontes) oznaczającego „ustalanie”.
U Słowian wschodnich znana była także personifikacja dobrego losu jako Dola, której imię oznacza „dział”, „udział”, i złego losu jako Niedola. U Serbów i Chorwatów występuje natomiast Sreća – której imię oznacza „szczęście”.
W niektórych regionach Polski funkcje zórz i rodzanic pełniły inne postaci: boginki w Małopolsce czy kraśniki na Pomorzu. W Katalogu Magii Rudolfa, napisanym przez Edwarda Karwota, a który spisał informacje zebrane przez Brata Rudolfa o zwyczajach pogańskich Słowian zachodnich, czyta się, że Słowianie „składają ofiarę swym trzem siostrom, które poganie nazywają Kloto, Lachezis i Atropos, aby im użyczyły bogactwa”. Rudolf, prawdopodobnie nie znając języka Słowian, nadał rodzanicom imiona Mojr, które znał z mitologii greckiej, a które pełnią te same funkcje co rodzanice.
Rodzanice po chrystianizacji zostały zastąpione przez Matki Boże lub święte kobiety. W ruskich zaklinaniach nad dojrzewającym chłopcem wymieniane są: Paraskiewa, Anastazja i Barbara, a w bułgarskim folklorze Bogurodzica, Paraskiewa i Anastazja. Funkcje rodzanic przejmowały też anioły lub nawet sam Chrystus.

## Źródła
Słowo św. Grzegorza Teologa o tym, jak poganie kłaniali się bożkom z XI wieku jako pierwsze wzmiankuje o rodzanicach:

Także i do Słowian doszło to słowo, i ci zaczęli ofiary składać Rodu i rożanicom zanim Perunowi, ich bogowi.

Słowo niejakiego Chrystolubca opisuje modły poświęcone Rodowi i rodzanicom:

... i mieszamy niektóre czyste modlitwy z przeklętym ofiarowaniem bałwanom, bo stawiają oprócz stołu z kutią i zgodnego z prawem obiadu także bezprawny stół, przeznaczony dla Roda i różanic wywołując gniew Boga

Kult rodzanic popularny był jeszcze w XVI-wiecznej Rusi, o czym świadczą pokuty nadawane przy spowiedzi przez prawosławnych popów opisane w penitencjałach św. Sawy Storożewskiego:

Czy składałaś z babami ofiary Bogu obmierzłe, czy modliłaś się do wił, lub czyś na cześć Roda i rodzanic, i Peruna i Chorsa i Mokoszy piła i jadła: trzy lata postu z pokłonami

Także Izmaił Sriezniewski zebrał w swoich Materiałach dla słownika staroruskiego następujące źródła:

Zastawiający rodzanicom ofiarę — napełniający demonowi kubek

zastawiając Bodowi (albo Rodowi i rodzanicom) ofiarę i przygotowując rodzanicom (biesom) zmieszany napój

z dzieci strzygą pierwsze włosy i baby warzą kaszę na zebranie rodzanicom

jeżeli rodzanicom krają chleb i ser, i miód zabraniał surowo w jednym miejscu, powiada (Izajasz): biada pijącym i jedzącym na cześć rodzanic

kto czciciel kołaczy, albo czciciel rodzanic

Narecznice często pojawiają się też często w różnych legendach i eposach południowosłowiańskich, jednym z nich jest epos o Królewiczu Marku:
| Vreme bilo tokmo na polnoke, na polnoke, vreme glua doba; щo mu došle do tri narečnici, na deteto kъsmet da narečat; ... Vala Bogu za čudo golemo, щo se reklo ot tri narečnici, щo se reklo, i se izvъršilo. | Pora wybiła dokładnie północna, o północy, porze głuchego czasu; kiedy przyszły do niego trzy narecznice dziecięciu przeznaczenie nakreślono ... Chwała Bogu za cud wielki, co się rzekło od trzech narecznic, co się rzekło, to się wypełniło. |

Pierwszym, który zanotował kult zórz był etnograf Zorian Dołęga Chodakowski. Napisał o tym w swojej rozprawie pt. O Sławiańszczyźnie przed chrześcijaństwem:

Trzeba pójść i zniżyć się pod strzechę wieśniaka w różnych odległych stronach, trzeba śpieszyć na jego uczty, zabawy i różne przygody. Tam, w dymie wznoszącym się nad głowami, snują się jeszcze stare obrzędy, nucą się dawne śpiewy i wśród pląsów prostoty odzywają się imiona bogów zapomnianych. W tym gorzkim zmroku dostrzec można świecące im trzy księżyce, trzy zorze dziewicze, siedem gwiazd wozowych.

Historyk literatury polskiej Stefan Vrtel-Wierczyński w Średniowiecznej poezji polskiej świeckiej zapisał zaklęcie odkryte przez Brücknera:
| Zarze, zarzyce, trzy siestrzyce. Poszła Matka Boża po morzu, zbirając złote pianki; Potkał ją święty Jan: A gdzie idziesz matuchno? Idę synaczka swego leczyć. |

Max Toeppen w Wierzeniach mazurskich z dodatkiem zawierającym klechdy i baśnie Mazurów zanotował formułkę do zamawiania choroby:
Zorze, zorzeczki, Chrystusa Pana służeczki, służycie wy Panu Chrystusowi we dnie i w nocy i temu chrzczonemu (tu nazwisko chorej osoby wymówić) coby też same posłużyły, ten kaz z jego oka, z jego białka i jego źreniczy odmówiły, przez Pana Boga moc, syna Bożego i Ducha świętego pomoc.
Stanisław Czernik w swojej książce Trzy zorze dziewicze: wśród zamawiań i zaklęć przytacza następujące zaklęcie:
| Zorzyczki, zorzyczki, trzy was jest jedna porankowa, druga południowa, trzecia wieczorowa. Weźcie od mego dziecka płaczenie, oddajcie mu spanie. |

Miesięcznik geograficzno-etnograficzny Wisła podaje następujące zaklęcie nad płaczącym nocami dzieckiem, które odmawia się przez trzy dni w trakcie zachodu słońca, oraz modlitwę o dobrego męża:
| Zorze, zorze, zorznice Odbierzcie od naszego dziecka płacznice |

| Zorze, zorzeczeńki! Wszystkieśta moje siostruczeńki! Siadajta na konia wronego I jedźta po towarzysza mojego. Żeby on nie mógł beze mnie ni spać, ni jeść, ni siadać, ni gadać. Żeby ja mu się spodobała we stanie, w robocie, w ochocie. Żeby ja była wdzięczna i przyjemna Bogu i ludziom, i temu towarzyszowi mojemu. |

## Wygląd
W folklorze Słowian południowych rodzanice opisywane są jako piękne dziewczęta lub jako starsze, dobroduszne kobiety. Czasami przedstawiane także jako trzy kobiety w różnym wieku: dziewczynka, dorosła kobieta i starsza kobieta. Słowianie południowi opisywali je jako piękne postaci o białych, okrągłych policzkach. Ubrane miały być w biały strój, na głowie nosić biały czepiec oraz posiadać srebrną i złotą biżuterię. W ręku miały trzymać płonące świece, przez które ich sylwetki miały być łatwo widoczne w świetle księżyca.
Czesi opisywali je jako ubrane na biało dziewice lub stare kobiety, wysokie i przeźroczyste, o policzkach bladych, a oczach iskrzących i czarujących ludzi, z włosami zdobionymi kamieniami szlachetnymi. Podobnie jak u Słowian południowych miały nosić biały czepiec lub welon.

## Funkcje i kult

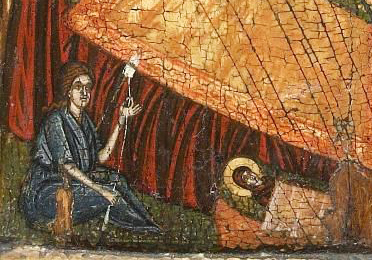
Prządka obraca nić życia przy kolebce Bogurodzicy. Fragment ikony „Narodzenia Bogurodzicy”, Ukraina, XVI wiek.

Miały opiekować się ciężarnymi kobietami, zaś po urodzeniu dziecka wyznaczały mu los na resztę życia. Rodzanice pojawiały się o północy, trzy dni po narodzinach dziecka, przy jego kolebce, następnie miały przepowiadać dziecku dobry lub zły los na całe życie. Po określeniu losu dziecka ten zostawał zapisywany jako niezmywalny znak na czole. Zdania rodzanic o przyszłości dziecka często były sprzeczne, a ostateczną decyzję podejmowała ostatnia, najstarsza rodzanica. Pierwsza, najmłodsza rodzanica kręciła, druga mierzyła, a trzecia obcinała nić życia – im dłuższa nić, tym dłuższe będzie życie. U Słowian południowych niekiedy rozróżniano rodzanice od sudiczek, które miały pojawiać się przed śmiercią i podczas ważnych momentów życiowych. Czasami wzywano rodzanice, by te ochroniły rodzinę przed chorobami.

Trzeba jednak zaznaczyć, że według Prokopiusza Słowianie nie wierzyli w przeznaczenie:

Uważają oni, że jeden tylko bóg, twórca błyskawicy, jest panem całego świata, i składają mu w ofierze woły i wszystkie inne zwierzęta ofiarne. O przeznaczeniu nic nie wiedzą ani nie przyznają mu żadnej roli w życiu ludzkim, lecz kiedy śmierć zajrzy im w oczy, czy to w chorobie czy na wojnie, ślubują wówczas, że jeśli jej unikną, złożą bogu natychmiast ofiarę w zamian za ocalone życie, a uniknąwszy składają ją, jak przyobiecali, i są przekonani, że kupili sobie ocalenie za tę właśnie ofiarę.

Wedle źródeł na cześć rodzanic przygotowywano stół z chlebem, miodem, serem i kaszą (kutią), czasami posiłek zostawiano w kapliczkach. Rodzanicom poświęcone były również postrzyżyny – ścięte włosy należało ofiarować rodzanicom. Słoweńcy i Chorwaci mieli w zwyczaju stawianie świeczki, wina, chleba i soli w pokoju kobiety leżącej dzień po porodzie. Niewypełnienie tego zwyczaju groziło tym, że rodzanice wyznaczą zły los dziecku. Słoweńcy mieszkający na Istrii kładli chleb pod głazami obok jaskiń, w których miały żyć rodzanice, a w Bułgarii przygotowywano uriśnicom kolację. W Czechach przygotowywano stół, na którym czekało na rodzanice biało ubranie, oraz krzesła, na których kładziono chleb, sól i masło, czasami ser i piwo. Jednym ze świąt Roda i rodzanic miał być 26 grudnia, który po chrystianizacji został zastąpiony przez Cerkiew prawosławną świętem Bogurodzicy.
Rodzanice mieszkać miały na końcu świata w pałacu Słońca, co mogłoby wiązać je z bóstwem słonecznym.
W wielu europejskich religiach występują trzy kobiece postaci przepowiadające dziecku przyszłość co wskazuje na indoeuropejskie pochodzenie rodzanic:
- Rzymskie Parki
- Greckie Mojry
- Nordyckie Norny
- Celtycka Brigida w trzech postaciach lub trzy Matrony[8]
- Bałtyjska Łajma, która czasami pojawiała się w trzech postaciach[8]

## Bogini Rodzanica
Staroruskie źródła wymieniają też rodzanicę w jednej osobie, na ogół w parze Roda i Rodzanicy. Przykładem takiego źródła jest XIII-wieczny ruski przekład XII-wiecznej kroniki Gesta regum Anglorum, która opisuje kult Świętowita u Słowian połabskich przyrównując go do rzymskiej Fortuny i greckiej Týchē – autor tego przekładu przetłumaczył Fortunę jako Rożdanicę (Рожданица). Innym przykładem może być Słowo, jak poganie kłaniali się bałwanom: „Artemida i Artemidy nazywanych Rodem i Rożanicą". W takiej sytuacji Rodzanica mogłaby być Boginią Matką – boginią płodności i macierzyństwa . Według mitoznawców potrójne bóstwa losu są hipostazą prastarej bogini losu. Takimi boginiami miały być pragermańska Urðr i wczesnogrecka Kloto. Analogiczny proces prawdopodobnie zaszedł u Słowian i pierwotną boginią losu mogła być Dola.
Boris Rybakow wiązał rodzanice z Ładą twierdząc, że Łada była partnerką Roda i zarazem pierwszą rodzanicą.

## Rodzanice w kulturze
Muzyka:
- Percival Schuttenbach – Rodzanice (album Strzyga)[32]
- Jar – Rodzanica (album Niesiem plon)[33]

Literatura:
- Katarzyna Puzyńska – Rodzanice[34]